# ایزابلا میکو
ایزابلا میکو (به لهستانی: Izabella Miko) (زاده ۲۱ ژانویه ۱۹۸۱) بازیگر و رقصندهٔ لهستانی است.

## زندگی شخصی
ایزابلا دختر دو بازیگر لهستانی است که در لهستان زاده شد. او در ورشو بزرگ شد که در آنجا به آموزش باله پرداخت. یک مربی بالهٔ آمریکایی به او پیشنهاد بورسیه شدن و درس خواندن در نیویورک را داد. او در ۱۵ سالگی همراه با مادرش به آنجا سفر کرد.

## شغل
او کارش را با فیلم گرگ صحرایی زشت در سال ۲۰۰۰ شروع کرد. علاوه بر این، او سه بار در برنامهٔ گلدن گلوب ظاهر شد. همچنین جایزه امی را به خاطر بازی در مجموعهٔ تلویزیونی چوب مرده دریافت کرد. در فیلم برخورد تایتان‌ها در نقش آتنا بازی کرد.

## فیلم‌شناسی
- گرگ صحرایی زشت (۲۰۰۰)
- ترک گفتن (نام بین‌المللی آن: خون‌آشام‌های صحرا) (۲۰۰۱)
- خداحافظ مرغ سیاه (۲۰۰۵)
- ساحل (۲۰۰۵)
- آخرین رقص را نگه دار ۲ (۲۰۰۶)
- پارک (۲۰۰۶)
- خانه راهنما (۲۰۰۶)
- تکه‌های برف (۲۰۰۷)
- تصادف کردن (۲۰۰۷)
- ردیاب پرنده (۲۰۰۸)
- خیابان‌های تاریک (۲۰۰۸)
- عشق و رقص (۲۰۰۹)
- برخورد تایتان‌ها (۲۰۱۰)
- هویت دوگانه (۲۰۰۹)
- رپو (۲۰۱۰)
- عصر قهرمانان (۲۰۱۱)
- دو جک (۲۰۱۲)